# فینال جام حذفی فوتبال انگلستان ۱۹۷۸
فینال جام حذفی فوتبال انگلستان ۱۹۷۸، رقابت پایانی جام حذفی فوتبال انگلستان در سال ۱۹۷۸ میلادی است که مابین دو تیم باشگاه فوتبال ایپسویچ تاون و باشگاه فوتبال آرسنال در ورزشگاه ومبلی لندن برگزار شده‌است.
این مسابقه که در تاریخ ۶ مه ۱۹۷۸ انجام شده‌است با نتیجه ۱ بر ۰ به سود تیم باشگاه فوتبال ایپسویچ تاون به پایان رسید.